# 许尔瑟德
许尔瑟德 是德国下萨克森州的一个市镇。总面积15.85平方公里，总人口1040人，其中男性513人，女性527人（2011年12月31日），人口密度66人/平方公里。